# Soldeerbout
Een soldeerbout of bout is een stuk handgereedschap met een metalen punt die, mits sterk verhit, soldeertin kan verwarmen totdat het vloeibaar wordt. Op deze manier kan er met een soldeerbout gesoldeerd worden. Bij een elektrische soldeerbout wordt die punt tot 450 graden Celsius verhit door middel van het joule-effect. Om een soldeerbout veilig te kunnen gebruiken is het handvat thermisch geïsoleerd zodat het niet meer dan handwarm wordt. Afhankelijk van het type soldeerbout kan de soldeertemperatuur al dan niet ingesteld worden.

## Vuurverwarmde soldeerbouten

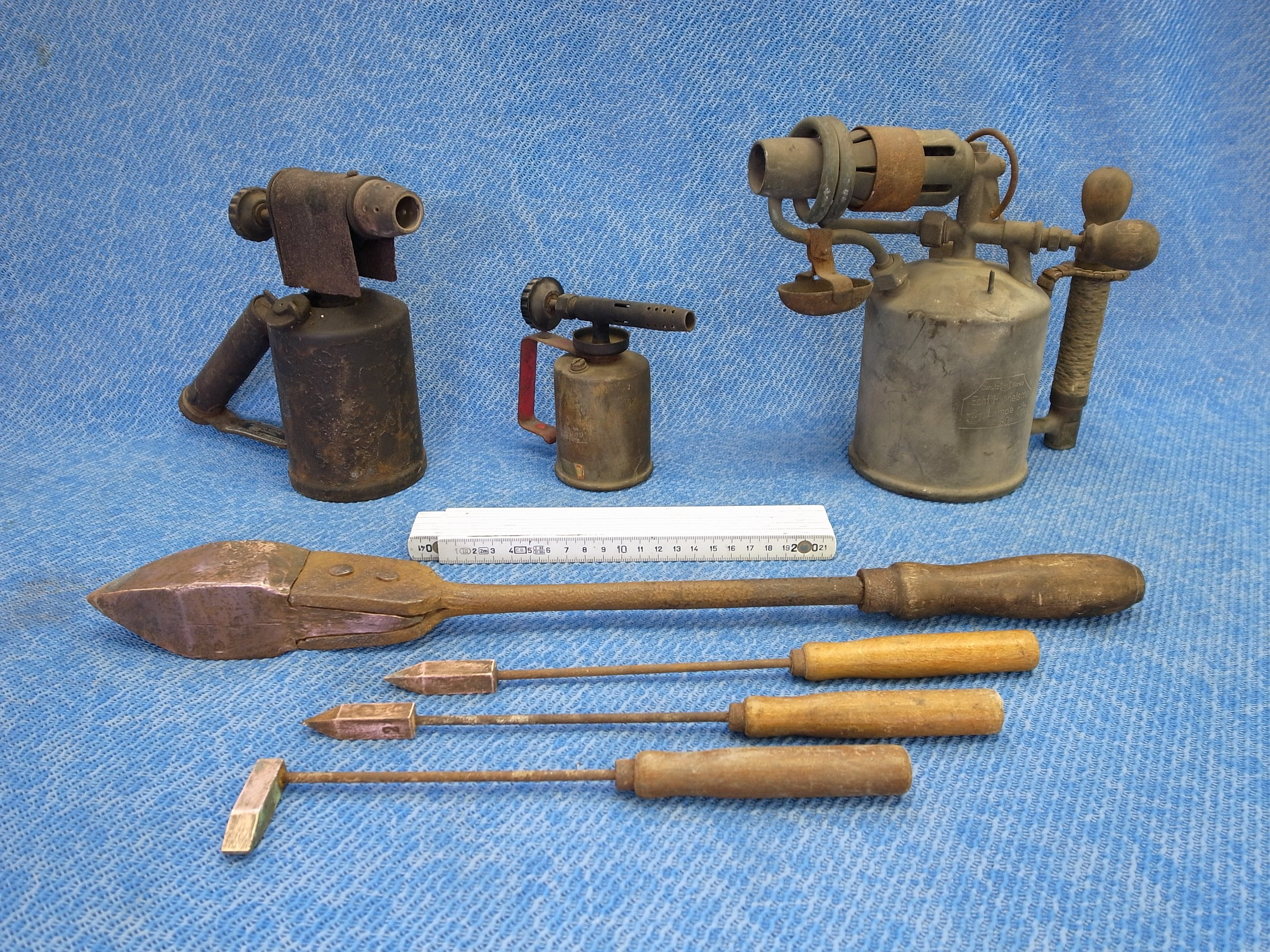
Klassieke bouten en blaaslampen

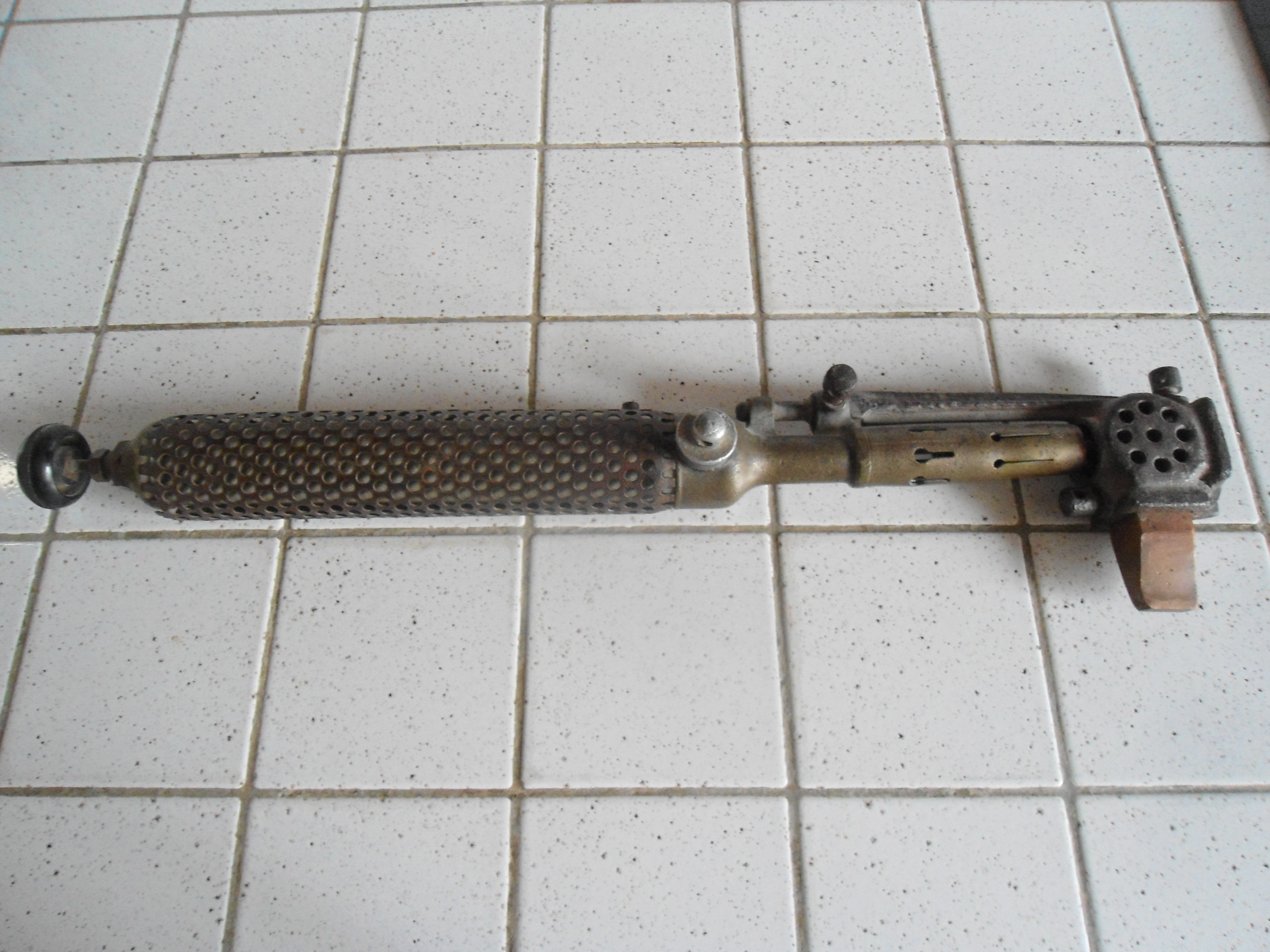
Met een gasbrander

De eerste soldeerbouten werden met vuur verhit, bijvoorbeeld met een blaaslamp of op gas. 
Bij thuisgebruik werd dan ook wel het gasstel gebruikt om een bout te verhitten. De soldeerpunt was vrij fors om zo veel mogelijk warmte in op te kunnen slaan en dus zo lang mogelijk te kunnen solderen (hooguit enkele tientallen seconden). 

## Elektrische soldeerbouten

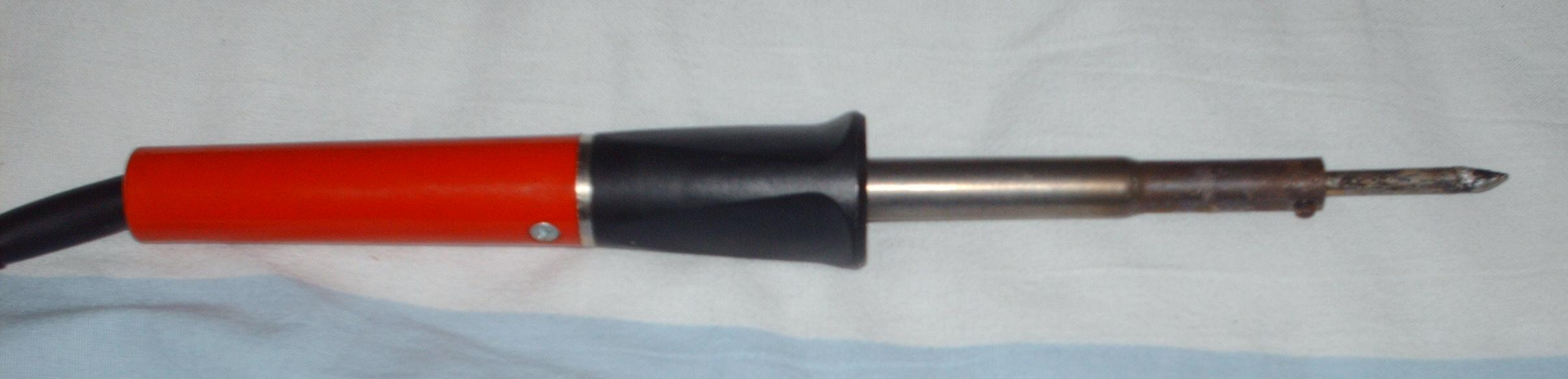
Gewone elektrische soldeerbout met hol element

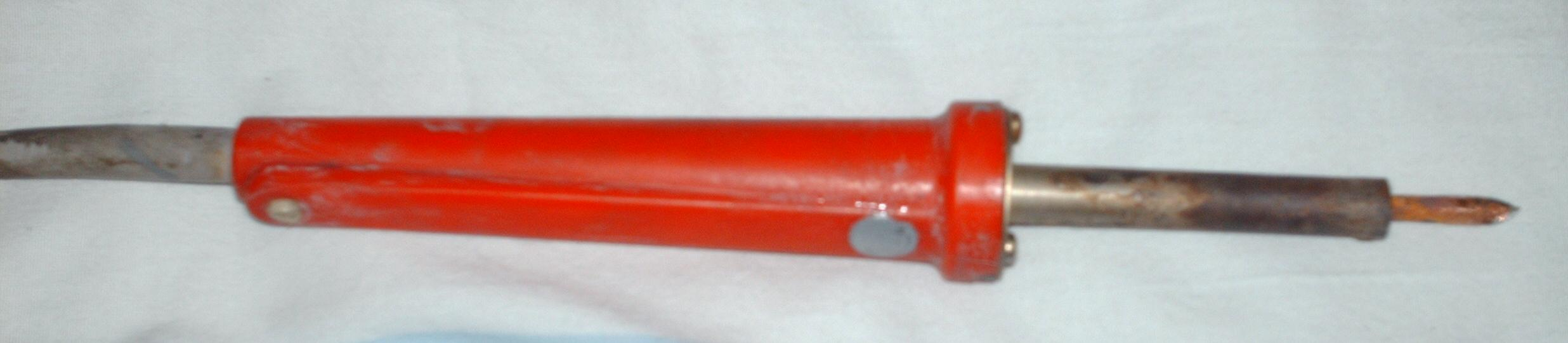
Een soldeerbout met een ingebrande koperen punt

In elektrische soldeerbouten wordt de benodigde warmte opgewekt in een soort gloeidraad (in normaal bedrijf gloeit de draad niet zichtbaar) binnen in het element van de soldeerbout. Dit element kan een holle cilindervorm hebben, de soldeerpunt wordt in dit geval in de holte geschoven. Het kan ook een staafvorm hebben waaroverheen de holle soldeerpunt wordt geschoven. In beide gevallen wordt de ontwikkelde warmte optimaal getransporteerd van element naar punt.
De meeste elektrische soldeerbouten bestaan uit een staafvormig geheel van element, schacht en handvat,  is er in verschillende vermogens (ongeveer 15 tot 150 watt) en er zijn verschillende typen:
- De ongeregelde soldeerbout die direct op het lichtnet wordt aangesloten. De temperatuur van de punt is sterk afhankelijk van de thermische belasting, omdat een constante energie wordt aangevoerd. Tijdens het solderen van grote werkstukken zal de temperatuur sterk dalen. Het solderen van fijne elektronica kan daarentegen tot verbranding van de componenten en printsporen leiden. Ze zijn leverbaar in vermogens tussen de 8 en 550 watt, van de kleinste zijn ook 12 V-types verkrijgbaar. Opwarmtijden tot meer dan 2 minuten. Punttemperaturen lopen, voornamelijk afhankelijk van het vermogen, uiteen van 290 tot 600 °C.
- De thermostatische soldeerbout met een magnetisch geregelde temperatuur. Deze magnetostatische bouten maken gebruik van de eigenschap dat magnetisme omkeerbaar verdwijnt boven een bepaalde temperatuur. Het Curiepunt. Door het kiezen van verschillende soldeerpunten met een gespecificeerde omschakeltemperatuur kan de soldeertemperatuur gekozen worden. Vermogen 40 of 60 W.
- Het thermostatisch soldeerstation op laagspanning (meestal 24 volt) met elektronisch geregelde temperatuur. De professionele soldeerbout, zeer geschikt voor het fijne werk en gevoelige elektronica. Afhankelijk van de benodigde werktemperatuur en de maximumtemperatuur van (delen van) het werkstuk kan de optimale soldeertemperatuur op elk moment worden ingesteld. Vaak zijn er diverse vormen soldeerpunten leverbaar, voor specifieke (de)soldeerklusjes. Ook de ESD-eigenschappen zijn vaak goed doordacht. Voordeel: constante temperatuur en daardoor minder slijtage van de punt. Nadeel: minder geschikt voor het mobiele werk, want zwaar vanwege de trafo in het station. Instelbare temperatuur tussen de 180 en 450 °C, vermogen tot ± 60 W.

## Soldeerpistolen

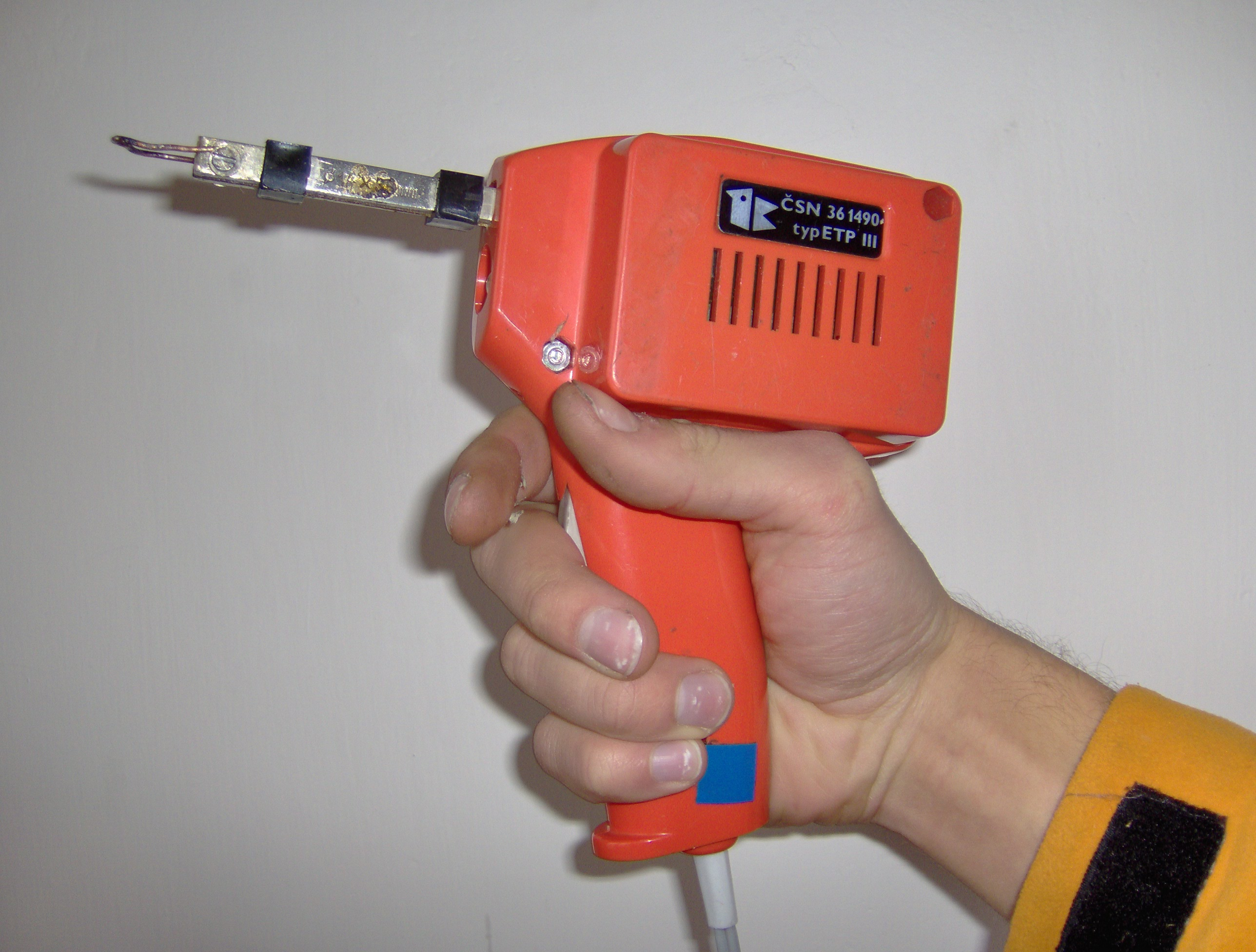
Soldeerpistool

Een soldeerpistool is een elektrische soldeerbout met een soldeerpunt in de vorm van een metalen lus. Door deze lus wordt bij het aanschakelen een hoge elektrische stroom gestuurd, waardoor de temperatuur van de draad zeer snel stijgt en ermee gesoldeerd kan worden. Het handvat, waarin de schakelaar is ingebouwd, is meestal in een hoek met de lus vormgegeven (vergelijkbaar met een pistool, vandaar de naam) en bevat een transformator of andere voorziening om de hoge stroom uit het lichtnet te kunnen leveren en om de galvanische scheiding hiermee te waarborgen. Het nadeel van een dergelijk gereedschap is de wachttijd bij elke inschakeling (die overigens niet langer dan enkele seconden bedraagt) en het zeer ruime bereik van de temperatuur waarmee gesoldeerd wordt. Nog een duidelijk nadeel is dat de tijd van inschakeling erg beperkt is (vaak maximaal één minuut), omdat de secundaire wikkeling van de gebruikte transformator anders oververhit raakt. Deze tijd staat op het apparaat vermeld (bijvoorbeeld 1 min), waarna er een afkoelperiode in acht genomen moet worden. Voor iemand die wil leren solderen is een soldeerpistool daarom niet altijd aan te raden. 
Een voordeel van veel soldeerpistolen is dat er een lampje in aanwezig is dat de plek rond de punt verlicht tijdens het solderen.  De wat snellere afkoeling van de punt t.o.v. een gewone soldeerbout kan een voordeel zijn. Het vermogen ligt tussen de 30 en de 150 W.

## Moderne gassoldeerbouten

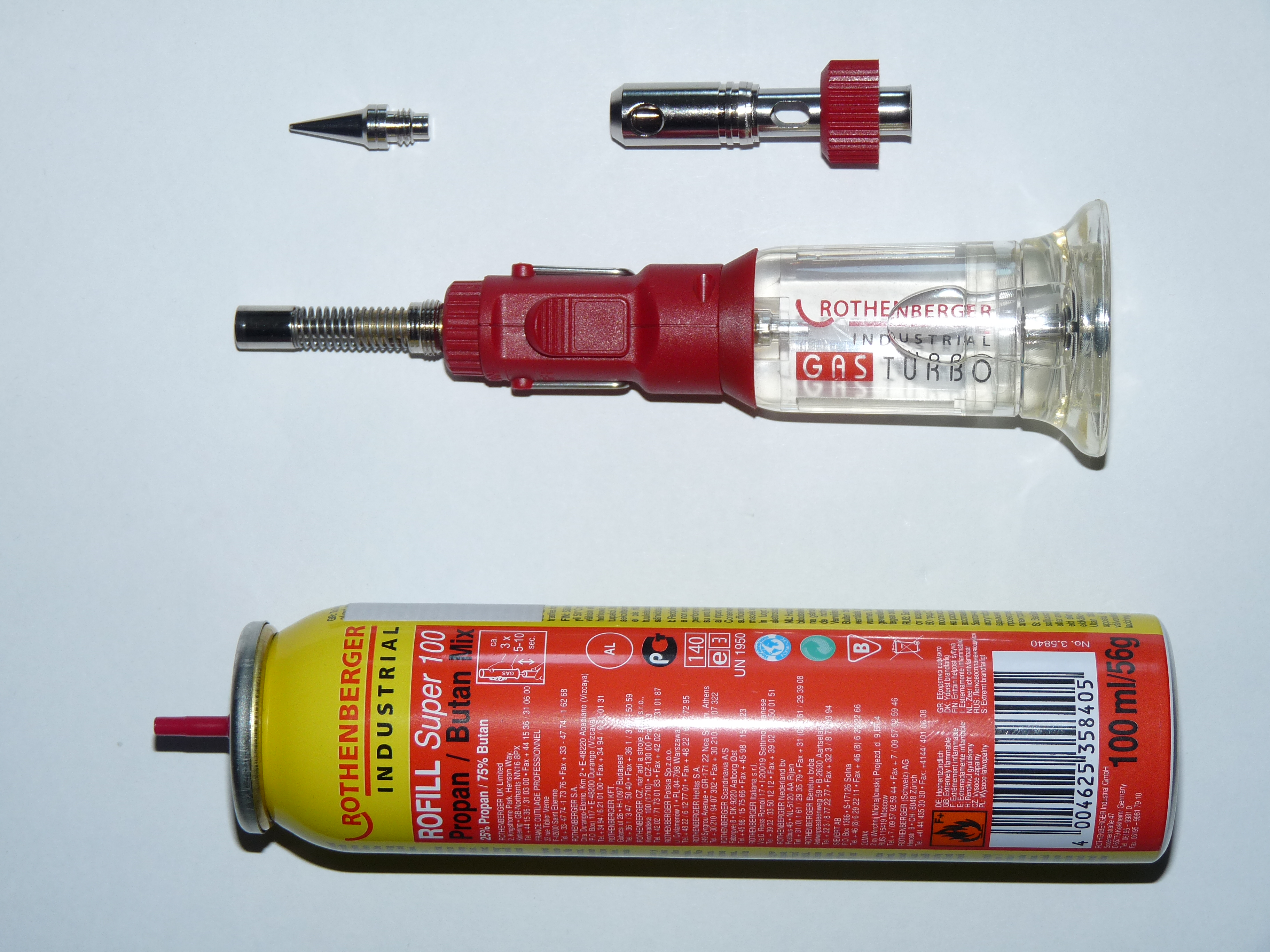

Geheel andere soldeerbouten zijn de typen die op gas werken. Ze hebben een ingebouwd gasreservoir dat vaak met aanstekergas gevuld kan worden en soms een piëzo-ontsteking. Met een gaskraan kan de punttemperatuur binnen bepaalde grenzen worden ingesteld. Het voordeel is dat ze draadloos zijn en dat ze bij buitengebruik ook in de wind goed functioneren. Het nadeel is dat ze op het ongunstigste moment leeg kunnen zijn, het ongeregelde karakter kan voor elektronica ook een nadeel zijn. In explosiegevaarlijke ruimten kunnen ze niet gebruikt worden. Punttemperaturen van 200 tot wel 1300 °C.

## Batterijgevoede soldeerbouten
De nieuwste generatie soldeerbouten werken op batterijen en maken gebruik van een nieuw materiaal Athalite (Engels: accelerated thermal action). Het verwarmingsprincipe berust op de elektrische geleiding van het te solderen materiaal. Het vermogen is 25 tot 40 W. De punt wordt alleen verhit bij aanraking met een metaal. Alleen geschikt voor klein werk, waar geen elektrisch gevoelige componenten, zoals op printkaarten tegenwoordig voorkomen. Ook is geen temperatuurregeling aanwezig.

## Soldeerpunt

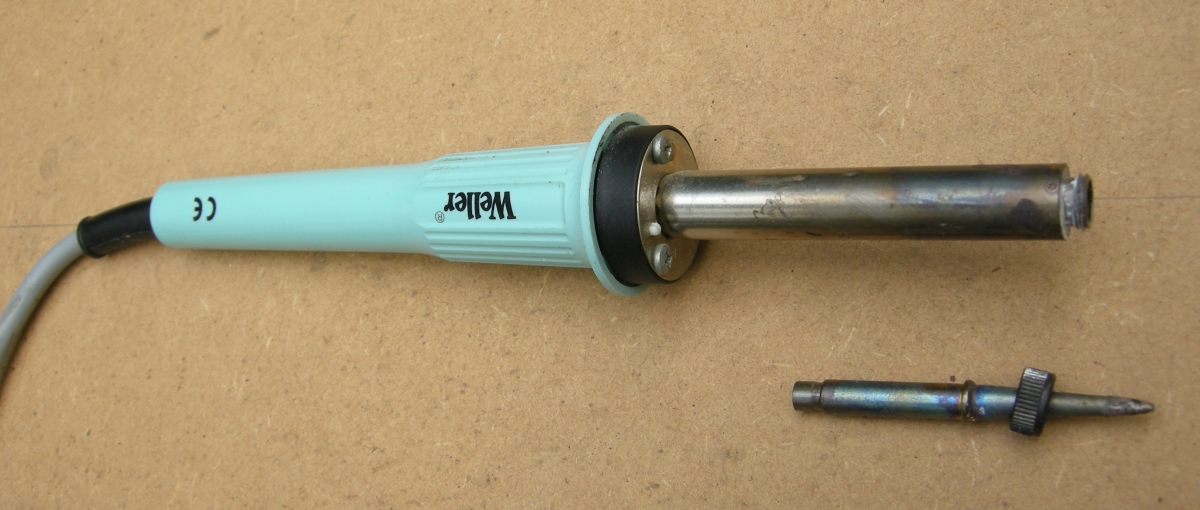
Een magnetostatische bout met losse punt

Het materiaal van de soldeerpunt is vrijwel zonder uitzondering koper, vanwege de goede warmtegeleiding. Bij de vereiste temperaturen verbrandt koper langzaam, waardoor er putjes in de punt ontstaan. Met een vijl kan een nieuw schoon en glad oppervlak worden gemaakt, waarna de cyclus zich herhaalt. De goedkope soldeerbouten hebben op den duur een nieuwe punt nodig. Duurdere bouten hebben een long life-punt die bedekt is met een metaal dat vrijwel niet oxideert, zoals nikkel en chroom. Deze punten moeten bij normaal gebruik vele jaren mee kunnen gaan. Voorwaarde is dat ze niet beschadigd raken, vijlen is dus uit den boze.
Voor de magnetostatische bouten zijn de punten voorzien van een schijfje magnetisch materiaal, dat bij een vastgelegde temperatuur, de Curietemperatuur zijn magnetisme verliest. Door de punt te verwisselen kan een andere werktemperatuur worden gekozen. In de bout is een magnetische sensor geïntegreerd die het element in- en uitschakelt.

## Merken

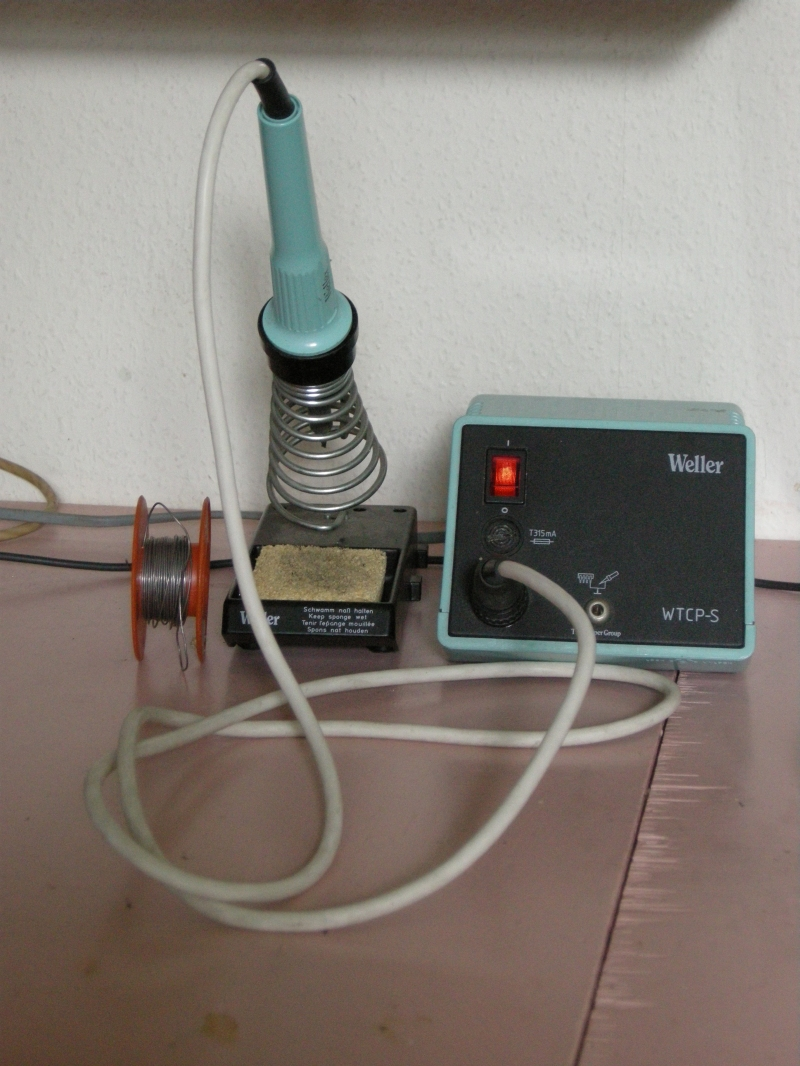
Het befaamde soldeerstation van Weller

Bekende merken soldeerbouten zijn Weller, JBC, Velleman, Ersa, Engel (soldeerpistolen) en Portasol (gasbouten).